# Onygenales
Die Onygenales sind eine Ordnung der Schlauchpilze.

## Merkmale
Die Fruchtkörper sind hoch variabel, ihre Form reicht von makroskopisch sichtbaren Ascostromata bis zu stark reduzierten kleistothecischen und gymnothecischen Formen.
Die Anamorphe sind fast ausschließlich thallusförmig. Sie bilden einfache Arthrokonidien oder komplizierte Formen.
Vertreter der Ordnung verfügen häufig über die Eigenschaft, Keratin abzubauen. Damit korreliert häufig die Lebensweise als Krankheitserreger von Wirbeltieren.

## Lebensweise
Der Großteil der Arten lebt saprobiontisch.
Zu den Onygenales zählen einige Krankheitserreger. Bei Säugetieren lösen sie Histoplasmose und Kokzidioidomykosen aus, Lungenkrankheiten, die auch auf andere Organe übergreifen können. Sie stellen auch den Großteil der Dermatophyten, die auch Hautpilz-Erkrankungen auslösen können, wie die Gattungen Trichophyton und Epidermophyton.

## Systematik

### Äußere Systematik
Die Onygenales wurden früher zusammen mit den Eurotiales als „Plectomycetes“ geführt. Heute werden beide Ordnungen in die Unterklasse Eurotiomycetidae gestellt. Sie sind ein monophyletisches Taxon. Das Kladogramm der Unterklasse sieht folgendermaßen aus:
|  | \| \| Onygenales \| \| \| \| \| \| Eurotiales \| \| \| \| |
|  |                                                           |
|  | Coryneliales                                              |
|  |                                                           |
|  | Onygenales                                                |
|  |                                                           |
|  | Eurotiales                                                |
|  |                                                           |

|  | Onygenales |
|  |            |
|  | Eurotiales |
|  |            |

### Innere Systematik
Zu den Onygenales werden nach DNA-Sequenz-Analysen auch die Vertreter der bis vor kurzem abgetrennten Ordnungen Ascosphaerales und Arachnomycetales gezählt. Auch Hibbett et al. 2007 führen sie nicht als eigene Ordnungen. Die Onygenales sensu stricto bilden dabei eine eigene Klade, der die anderen Vertreter gegenüberstehen. Die Einordnung dieser in die Onygenales ist nicht als endgültig anzusehen.
Wijayawardene und Kollegen (2020) führen folgende Familien bei den Onygenales an (mit ausgewählten Gattungen):
- Ajellomycetaceae mit 6 Gattungen
  - Blastomyces
- Arthrodermataceae mit 10 Gattungen
  - Arthroderma
  - Ctenomyces
  - Shanorella
  - Zu dieser Familie zählen auch die Anamorphengattungen Trichophyton, Epidermophyton und Microsporum.
- Ascosphaeraceae mit drei Gattungen
  - Arrhenosphaera
  - Ascosphaera
  - Bettsia
- Gymnoascaceae mit 10 Gattungen
  - Amaurascopsis
  - Arachniotus
  - Gymnascella
  - Gymnoascoideus
  - Gymnoascus 
  - Kraurogymnocarpa
  - Mallochia
  - Oncocladium
  - Orromyces
- Nannizziopsidaceae mit der einzigen Gattung
  - Nannizziopsis
- Hornpilzverwandte (Onygenaceae) mit 31 Gattungen
  - Aphanoascus
  - Arachnotheca
  - Ascocalvatia
  - Bifidocarpus
  - Coccidioides
  - Chlamydosauromyces
  - Leucothecium
  - Onygena
  - Paranannizziopsis
  - Testudomyces
- Spiromastigaceae mit 4 Gattungen
  - Spiromastigoides
  - Spiromastix

- Gattungen der Onygenales mit unsicherer systematischer Stellung (incertae sedis)
  - Arthropsis
  - Ovadendron
  - Sphaerosporium

Die früher zu den Onygenales gestellte Famille der Arachnomycetaceae bilden inzwischen eine eigene Ordnung, die Arachnomycetales.